# Dusona opaca
Dusona opaca är en stekelart som först beskrevs av Thomson 1887.  Dusona opaca ingår i släktet Dusona och familjen brokparasitsteklar. Inga underarter finns listade i Catalogue of Life.